# Бараниківка (Сватівський район)
Бара́никівка — село в Україні, у Красноріченській селищній громаді Сватівського району Луганської області. З 15 листопада 2017 року включена в Красноріченську селищну громаду.
Населення становить 2 617 осіб. Орган місцевого самоврядування — Красноріченська селищна громада.

## Населення
Згідно з переписом УРСР 1989 року чисельність наявного населення села становила 3377 осіб, з яких 1593 чоловіки та 1784 жінки.
За переписом населення України 2001 року в селі мешкало 2595 осіб.

### Мова
Розподіл населення за рідною мовою за даними перепису 2001 року:
| Мова       | Відсоток |
| ---------- | -------- |
| українська | 86,13 %  |
| російська  | 13,34 %  |
| білоруська | 0,23 %   |
| молдовська | 0,08 %   |
| інші       | 0,22 %   |

## Культурна спадщина
На обліку перебувають братська могила радянських воїнів (цвинтар, пам'ятка історії місцевого значення, охоронний номер 834) та пам'ятник воїнам-односельцям (центр села, пам'ятка історії місцевого значення, охоронний номер 835).

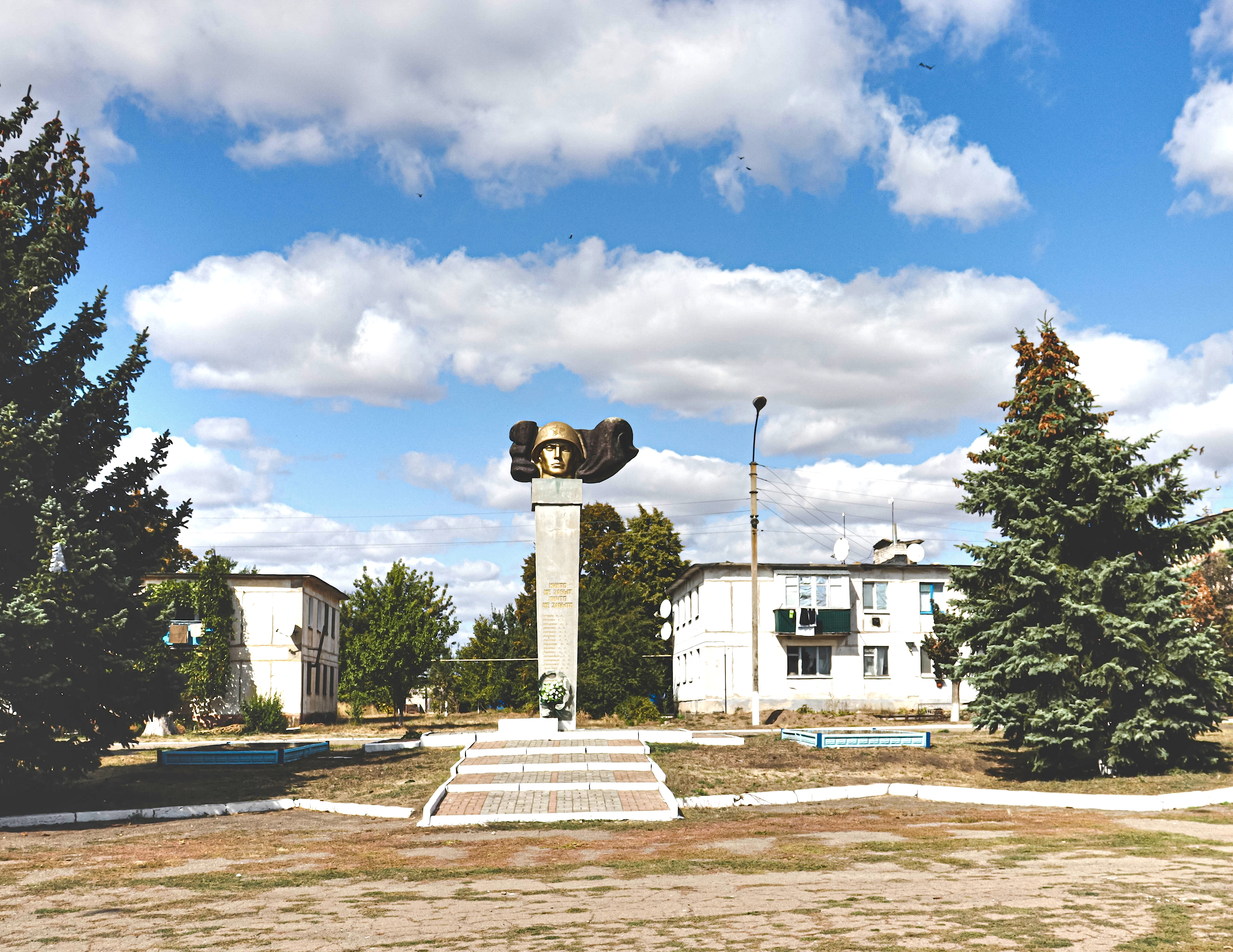
Пам'ятник воїнам-односельцям (вересень 2020 року)
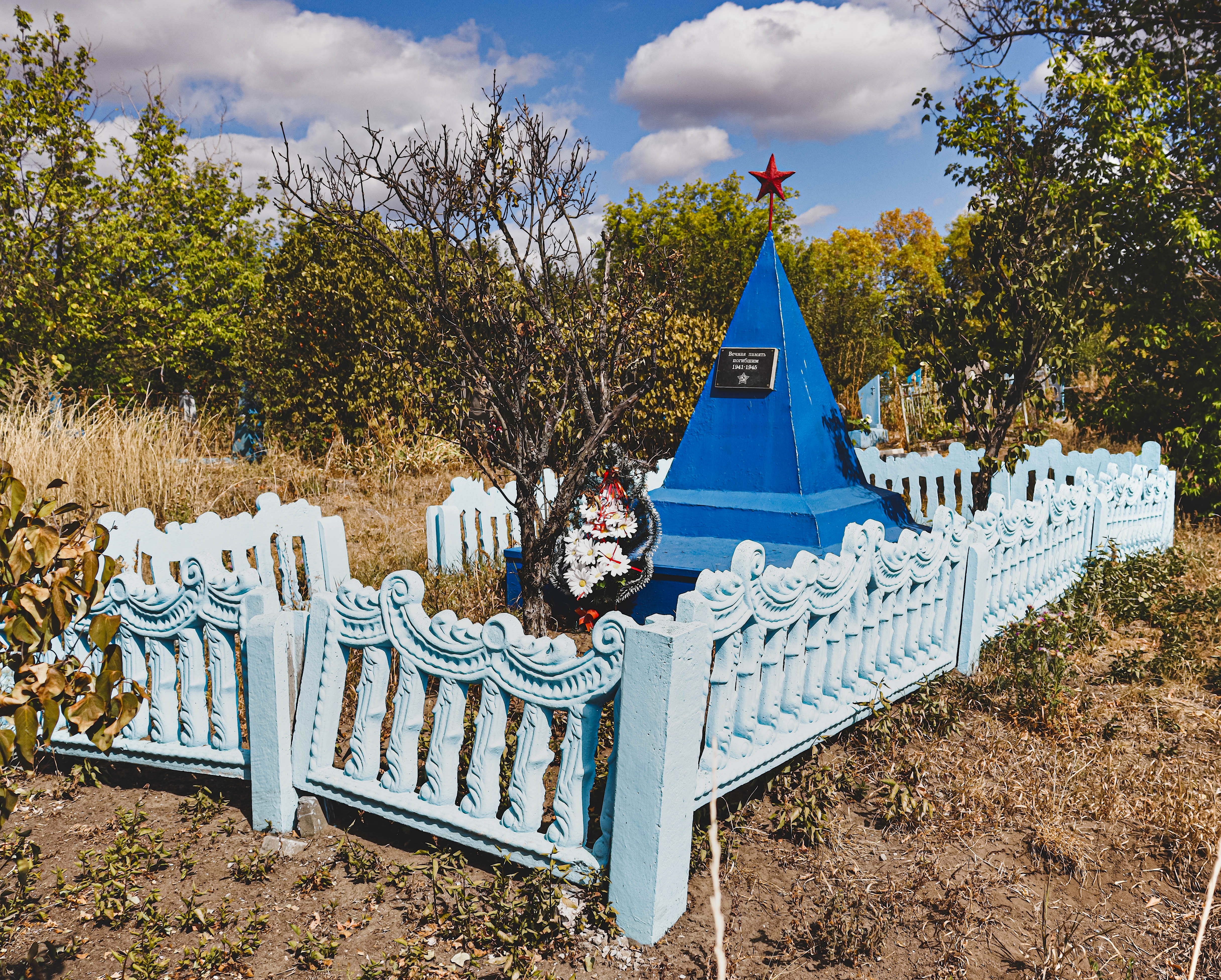
Братська могила радянських воїнів (вересень 2020 року)